# Papermoon (duo)
Papermoon est un duo autrichien de pop folk acoustique, originaire de Vienne.

## Histoire
Christof Straub et Edina Thalhammer fondent leur projet en 1991. En 1992, après que Night After Night soit diffusé par Ö3, ils signent un contrat d'enregistrement. Le premier album Tell Me a Poem se vend à plus de 100 000 exemplaires l'année suivante. En 1996, Edina Thalhammer décide de quitter le groupe, elle est remplacée Roumina Straub puis Barbara Pichler. Il ne sort qu'un maxi et un best-of. En 2002, Edina Thalhammer tente une carrière solo avec le projet Tau.
Après une nomination infructueuse pour l'album Come Closer en 2005, Papermoon reçoit en 2006 l'Amadeus Austrian Music Award dans la catégorie groupe pop/rock national pour l'album True Love[réf. nécessaire]. Le dixième album Lovebird est également le dernier album commun du duo. Depuis l'été 2015, Edina Thalhammer poursuit le projet Papermoon avec de nouveaux partenaires musicaux à ses côtés . Après l'annulation de tous les concerts de l'automne et de l'hiver 2018 en raison d'un syndrome d'épuisement chronique, elle annonce qu'elle ne souhaitait plus produire que des albums studio à l'avenir.

## Discographie

### Albums studio
- 1993 : Tell Me a Poem
- 1994 : The World In Lucy's Eyes
- 1996 : Papermoon
- 2004 : Come Closer
- 2005 : True Love
- 2006 : Christmas Unplugged
- 2007 : Verzaubert
- 2008 : When The Lights Go Down
- 2011 : Wake!
- 2013 : Lovebird
- 2018 : It’s Only a Papermoon

### Compilations
- 2002 : Past And Present
- 2005 : Austropop Kult

### Singles
- 1992 : Night After Night
- 1992 : Tell Me A Poem
- 1993 : Dancing Again
- 1994 : Lucy's Eyes
- 1995 : Catch Me
- 1996 : The Blue Sky of Mine
- 1997 : Sleep
- 1998 : Come Dance With Me
- 2002 : Doop Doop
- 2002 : Doop Doop X-Mas
- 2004 : I Was Blind
- 2004 : On the Day Before Christmas
- 2007 : Verzaubert
- 2007 : The Time Is Now
- 2008 : The Fields of Summer
- 2011 : Wake
- 2012 : Vater, Father, mon père
- 2014 : Lovebird
- 2014 : Leave It All Behind